# Реппас, Димитрис
Димитрис Реппас (греч. Δημήτρης Ρέππας, 6 июля 1952) — греческий политик, член партии ПАСОК, действующий министр административной реформы и электронного управления Греции.

## Биография
Димитрис Реппас родился в 1952 году в Леонидионе в номе Аркадии. Образование получил на медицинском факультете Афинского университета, по специальности — врач-стоматолог. Женат и имеет двоих детей. Опубликовал ряд исследований, статей и книгу под названием «Лицом к лицу со средствами массовой информации» («Πρόσωπο με πρόσωπο με τα Μέσα Ενημέρωσης»).
Членом ПАСОК стал в 1974 году. В 1975 избран президентом студенческого союза стоматологической школы и членом Центрального совета Национального студенческого союза Греции — первой студенческой общественной организации, которая начала официальную деятельность после свержения диктатуры «черных полковников». В период 1976—1981 года занимал должность заместителя секретаря молодёжного крыла ПАСОК.
В 1981 году впервые избран членом Греческого парламента от нома Аркадия. В 1984 стал членом Центральной комиссии ПАСОК, в 1993— членом совета парламентского органа ПАСОК. 22 января 1996 назначен Министром печати и массовым коммуникациям Греции. Однако вскоре в том же 1996 году премьер-министр назначил Реппаса спикером греческого парламента, на этой должности он оставался на протяжении 6 лет до 2001 года.
В октябре 2001 года Димитрис Реппас стал членом Исполнительного управления Центральной комиссии на 6-й Национальной конференции ПАСОК. С 24 октября 2001 по март 2004 года занимал должность министра труда и социального обеспечения. В первом полугодии 2003 года в период председательства Греции в Европейском Союзе Реппас занимал должность Председателя Совета министров по социальным вопросам.
7 марта 2004 Димитрис Реппас стал секретарем Парламентской фракции ПАСОК, которую занимал до октября 2009 года, когда новоизбранный премьер-министр Георгиос Папандреу назначил его министром транспорта, инфраструктуры и коммуникаций Греции. С 17 июня 2011 министр административной реформы и электронного управления Греции.